# نمرود آلونی
نمرود آلونی (به عبری: נמרוד אלוני؛ زاده ۱۲ ژوئیه ۱۹۷۳) یک ژنرال در نیروهای دفاعی اسرائیل است.
او چندین مقام مهم در ارتش اسرائیل مانند فرماندهی لشکر ۱۴۳ غزه و رهبری عملیات نظامی در منطقه رام‌الله را بر عهده داشته‌است.
ادعا می‌شود که آلونی در ۷ اکتبر در حین درگیری اکتبر ۲۰۲۳ غزه و اسرائیل توسط حماس به اسارت گرفته شده‌است.

## زندگی‌نامه
آلونی در روستای باستانیه عین کرم در حومه اورشلیم بدنیا آمد. او در نوامبر ۱۹۹۱ در ارتش اسرائیل نام‌نویسی کرد و به عنوان داوطلب به عضویت تیپ ۳۵ چترباز درآمد.